# Rumjana-Gletscher
Der Rumjana-Gletscher (bulgarisch ледник Румяна lednik Rumjana) ist ein 11 km langer und 4 km breiter Gletscher im westantarktischen Ellsworthland. Im nordzentralen Teil der Sentinel Range im Ellsworthgebirge fließt er nordwestlich des Patton-Gletschers von den Osthängen des Mount Giovinetto und den Nordhängen des Evans Peak in nordöstlicher Richtung und mündet nördlich des Mount Jumper in den Ellen-Gletscher.
US-amerikanische Wissenschaftler kartierten ihn 1988. Die bulgarische Kommission für Antarktische Geographische Namen benannte ihn 2010 nach der Rebellenführerin Rumjana Wojwoda aus dem 19. Jahrhundert.